# Kung Fu Mama
Kung Fu Mama (kitajsko: 山東老娘) , angleški naslov: Queen of fist,  je koprodukcijski film iz leta 1972, ki ga je režiral Lung Chien po scenariju Chun Ku-ja. V glavnih vlogah nastopajo Hsien Chin-Chu, Jimmy Wang Yu, Zhang Qingqing ter Lung Fei. Zgodba govori o borilnih veščinah in vsakodnevnem  nasilju na ulicah Šanghaja.

## Vsebina
Starejša mati iz Kantona odpotuje v Šanghaj iskat svojega pogrešanega sina. Za preživetje nastopa kot ulična umetnica, skupaj s svojimi vnuki. Kmalu odkrije, da je Lin Hie, razvpiti vodja predela mesta pod francosko upravo, dal ubiti ubil njenega sina, njegovo hči pa ima kot talko v ujetništvu. Ko za to izve mati, se zaveže storiti vse, da bo ubila mafijskega vodjo.

## Vloge
- Hsien Chin-Chu: Kung Fu Mama
- Zhang Qingqing: Ma Ai-Chen
- Jimmy Wang Yu: Ma Yung-Chen
- Kang Kai
- Tzu Lan
- Wong Fei-lung: Šef
- Tang Chin
- Tian Ye
- Jin Dao
- Zhou Gui
- Huang Long
- Shan Mao